# Bissezele
Bissezele (officieel: Bissezeele) is een gemeente in de Franse Westhoek, in het Franse Noorderdepartement. De gemeente ligt in Frans-Vlaanderen op de grens van de streken het Houtland en het Blootland. Zij grenst aan de gemeenten Soks, Ekelsbeke, Zegerskappel en Krochte. De gemeente telt ongeveer 250 inwoners.

## Naam en geschiedenis
Door zijn relatief hoge ligging, variërend van 22 tot 30 meter, was Bissezele een goede plaats om naar te vluchten tijdens overstromingen. Dit maakte het gebied van Bissezele al belangrijk ten tijde van de Kelten. Het dorp Bissezele zelf komt pas naar voren in historische bronnen vanaf 1067, maar moet al veel eerder hebben bestaan. In 1067 werd het dorp vermeld als Bissengesela, wat etymologisch gezien "Huis van het volk van Bisso" betekent, en in 1085 werd het vermeld als Betsingesela. In Bissezele staat de neo-romaanse Sint-Adrianuskerk die gebouwd werd nadat de romaanse kerk in 1857 was verwoest.

## Bezienswaardigheden
- De Sint-Adrianuskerk (Église Saint-Adrien)

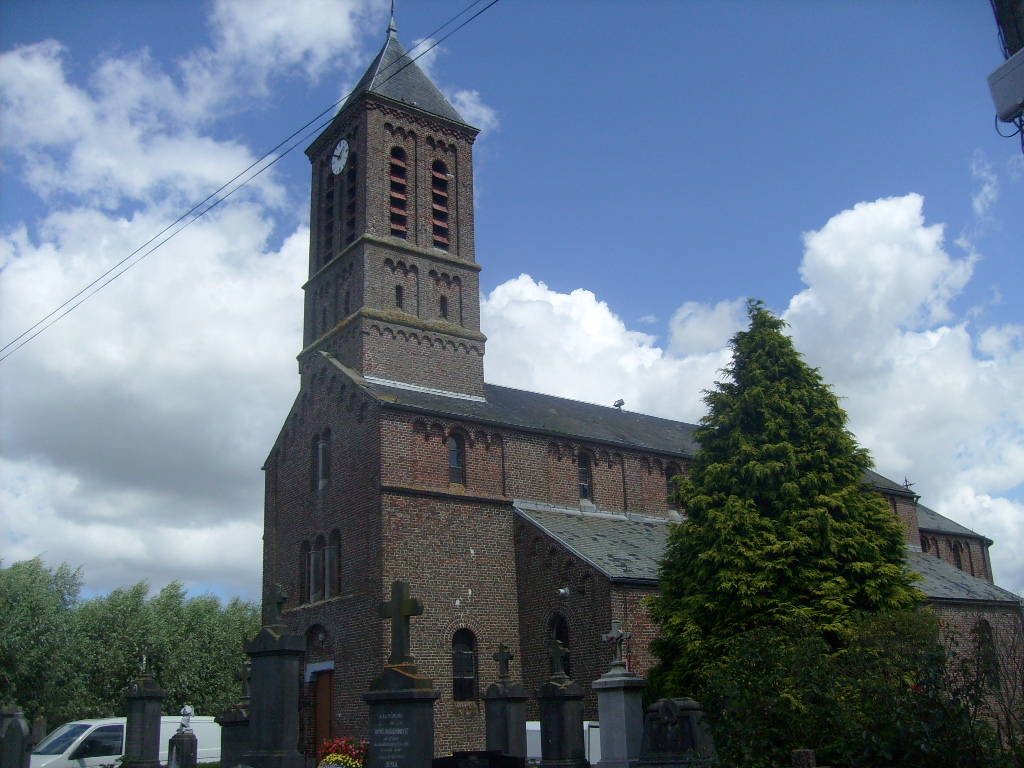
De Sint-Adrianuskerk in Bissezele

## Natuur en landschap
Bissezele ligt in het Houtland op een hoogte van 14-31 meter. De kom ligt op 24 meter hoogte.

## Demografie
Onderstaande figuur toont het verloop van het inwonertal (bron: INSEE-tellingen).

## Nabijgelegen kernen
Zegerskappel, Ekelsbeke, Eringem, Soks, Krochte
Arneke · Bambeke · Bavinkhove · Bissezele · Bollezele · Broksele · Buisscheure · Ekelsbeke · Eringem · Hardefoort · Herzele · Holke · Hondschote · Hooimille · Houtkerke · Killem · Krochte · Kwaadieper · Lederzele · Ledringem · Merkegem · Millam · Nieuwerleet · Noordpene · Ochtezele · Oostkappel · Oudezele · Rekspoede · Rubroek · Sint-Momelijn · Soks · Steenvoorde · Terdegem · Volkerinkhove · Warrem · Waten · Wemaarskappel · Westkappel · Wilder · Winnezele · Wormhout · Wulverdinge · Zegerskappel · Zermezele · Zuidpene
Armboutskappel · Arneke · Bambeke · Bavinkhove · Belle · Berten · Bieren · Bissezele · Blaringem · Boeschepe · Boezegem · Bollezele · Borre · Bray-Dunes · Broekburg · Broekkerke · Broksele · Buisscheure · Drinkam · Duinkerke · Ebblingem · Eke · Ekelsbeke · Eringem · Gijvelde · Godewaarsvelde · La Gorgue · Grand-Fort-Philippe · Grevelingen · Groot-Sinten · Hardefoort · Haverskerke · Hazebroek · Herzele · Holke · Hondegem · Hondschote · Hooimille · Houtkerke · Kaaster · Kapelle · Kapellebroek · Kassel · Killem · Kraaiwijk · Krochte · Kwaadieper · Lederzele · Ledringem · Leffrinkhoeke · Linde · Loberge · Loon · Meregem · Merkegem · Merris · Meteren · Millam · Moerbeke · Niepkerke · Nieuw-Berkijn · Nieuw-Koudekerke · Nieuwerleet · Noordpene · Ochtezele · Okselare · Oostkappel · Oud-Berkijn · Oudezele · Pitgam · Pradeels · Rekspoede · Rubroek · Ruisscheure · Sint-Janskappel · Sint-Joris · Sint-Mariakappel · Sint-Momelijn · Sint-Pietersbroek · Sint-Silvesterkappel · Sint-Winoksbergen · Soks · Spijker · Stapel · Steenbeke · Steenvoorde · Steenwerk · Stegers · Stene · Strazele · Terdegem · Téteghem-Coudekerque-Village · Tienen · Uksem · Vleteren · Volkerinkhove · Waalskappel · Warrem · Waten · Wemaarskappel · Westkappel · Wilder · Winnezele · Wormhout · Wulverdinge · Zegerskappel · Zerkel · Zermezele · Zoeterstee · Zuidkote · Zuidpene
1. ↑  Populations de référence 2022.